# Gheorghe Mihăilă
Gheorghe Mihăilă (n. 7 septembrie 1930, Dăișoara, România – d. 14 mai 2011, București, România) a fost un lingvist și filolog român, membru titular (2004) al Academiei Române.

## Formația
Este fiul Ilenei (n. Oancea) și al lui Gheorghe Mihăilă, țărani. În satul natal frecventează cursurile școlii primare (1937-1943), apoi, este elev la Liceul de băieți (azi Liceul „Mircea Eliade”) din Sighișoara (1943-1949). Ajuns student la Facultatea de Filologie a Universității din București, Mihăilă demonstrează reale aptitudini pentru cercetare în domeniul slavisticii, învață limbile rusă și bulgară. După absolvirea cu diplomă de merit a  facultății (1953), urmează un stagiu de specializare de patru ani la Universitatea „M. V. Lomonosov” din Moscova, pe care îl încheie cu un strălucit doctorat sub conducerea lui R. A. Budagov. În anul 1957 obține titlul de doctor în filologie cu teza Împrumuturi vechi sud-slave în limba română. Studiu lexico-semantic, avându-i drept referenți oficiali pe S. B. Bernstein, pe Nichita Ilici Tolstoi, iar din partea română – pe Iorgu Iordan, Al. Rosetti și Emil Petrovici. 

## Activitatea
La întoarcerea în țară, cariera universitară a lui Mihăilă (începută ca preparator încă din 1951, înaintea absolvirii) înregistrează o evoluție rapidă, pe deplin meritată, prin avansarea la gradul de lector (1957-1961), de conferențiar (1961-1969), la cel de profesor (din 1969), la care se adaugă și obținerea titlului de doctor-docent în anul 1971. Din anul 2000 este profesor consultant în cadrul Catedrei de Limbi și Literaturi Slave a Facultății de Limbi și Literaturi Străine de la Universitatea din București, iar din 2009 – profesor onorific. 
La 12 noiembrie 1993 este ales membru corespondent al Academiei Române, iar recunoașterea profesională supremă vine în 20 decembrie 2004, când capătă calitatea de membru titular al Academiei Române. 
De-a lungul celor 50 de ani de prodigioasă activitate didactică, Mihăilă a predat la Universitatea din București (la Facultatea de Limbi și Literaturi Străine, Facultatea de Limba și Literatura Română - acum, Facultatea de Litere - și la Facultatea de Istorie) cursuri fundamentale de slavistică: Slavă veche și slavonă românească, Gramatică comparată a limbilor slave, Paleografie româno-slavă, Istoria slavisticii românești, Raporturi culturale și lingvistice bizantino-slavo-române, Cultură și literatură română veche, precum și cursuri opționale în cadrul masteratului de Filologie slavă.
Mihăilă s-a distins, de asemenea, printr-o îndelungată și competentă activitate organizatorică și de conducere. A îndeplinit funcțiile de: șef al Catedrei de limbi slave sudice (1958-1961) și, în două mandate, al Catedrei de Limbi Slave (1961-1977, 1985-1990) de la actuala Facultate de Limbi și Literaturi Străine a Universității din București,  prodecan (1963-1967), apoi decan al Facultății de Limbi Slave (1967-1972), prodecan al nou createi Facultății de Limbi și Literaturi Străine (1979-1982). Între anii 1995-2004, și-a asumat cu devotament nobila, dar dificila misiune de director general al Editurii Academiei.
Mihăilă are merite deosebite și în activitatea Asociației Slaviștilor din România, al cărei membru este din 1957. A îndeplinit, pe rând, funcțiile de secretar (1958-1969), membru al Comitetului Asociației,  vicepreședinte (1970-1976) și președinte (1990-1998).  De asemenea, a fost vicepreședinte al Societății de Științe Filologice (1972) și al Societății Române de Lingvistică (1973) și, o bună perioadă de timp, a îndeplinit funcția de secretar al Secției de filologie din cadrul Comisiei Superioare de Diplome a Ministerului Educației.
Din anul 1960, Mihăilă face parte din Comitetul de redacție al culegerii de studii „Romanoslavica”, iar între 1990-1998 a fost redactor responsabil. Mihăilă a fost membru în Comitetul de redacție și al altor prestigioase reviste de specialitate, precum „Studii și cercetări de lingvistică”, „Revue roumaine de linguistique”, „Analele Universității din București”.
Pe plan internațional, Mihăilă și-a câștigat o reputație solidă, recunoscută de personalități ale slavisticii din întreaga lume. Pentru meritele sale a fost recompensat cu premii și distincții, printre care se numără titlul de Doctor Honoris Causa al Universității „Kliment Ohridski” din Sofia, acordat în 1988, cu ocazia Celui de-al X-lea Congres Internațional al Slaviștilor, ținut în Bulgaria. Din 1970, Mihăilă este ales membru în Comitetul Internațional al Slaviștilor, iar în 1998, cu ocazia Celui de-al XII-lea Congres Internațional al Slaviștilor, desfășurat la Cracovia, i se conferă titlul de membru de onoare al C.I.S.
Contribuția științifică a lui Mihăilă impresionează atât prin volum, cât, mai ales, prin varietate, originalitate și erudiție. Pe parcursul a cinci decenii a publicat, la edituri de prestigiu și în importante reviste de specialitate din țară și străinătate, peste 400 de lucrări – de la cărți, ediții îngrijite, prefațate și adnotate, studii și articole, până la recenzii, cronici, traduceri – majoritatea în limba română, dar și în limbile rusă, franceză, bulgară, sârbo-croată, polonă. 
Își publică teza de doctorat, Împrumuturi vechi sud-slave în limba română. Studiu lexico-semantic, în anul 1960. Prin analiza aprofundată a cuvintelor sud-slave împrumutate în limba română de-a lungul timpului (cele de origine slavă veche, termenii cărturărești din slavonă, împrumuturile din limbile slave actuale), prin cercetarea repartizării lor teritoriale și evidențierea primelor atestări, Mihăilă demonstrează fără echivoc importanța componentei slave în lexicul românesc. Extrem de bine primită de specialiști, rămâne și astăzi, la mai bine de 50 de ani de la elaborare, o carte de referință în domeniu. Problematica elementelor lexicale de origine slavă în limba română este reluată într-un context mai larg în volumul Studii de lexicologie și istorie a lingvisticii românești (1973), cu accent pe aspectele referitoare la periodizarea și răspândirea geografică a acestora și a criteriilor ce diferențiază împrumuturile populare de cele cărturărești. Într-o secțiune a cărții consacrată filologiei slavo-române, Mihăilă abordează diferitele etape din evoluția disciplinei, de la Ioan Bogdan la Emil Petrovici, evidențiând aportul fiecăruia dintre cercetători în dezvoltarea slavisticii românești și în impunerea ei pe plan internațional. Lui Mihăilă îi datorăm numeroase studii de istorie a slavisticii românești, în care, printr-o analiză științifică subtilă și erudită, sunt prezentate și valorificate contribuțiile în domeniu ale savanților români și străini. În acest sens, pe lângă numeroasele studii, articole, comunicări, menționăm două cărți de referință: Studii de lingvistică și filologie (1981) și, mai recenta (2005), Scriitori și filologi români (Sec. XVI-XX).
Cercetarea originii cuvintelor românești rămâne în centrul preocupărilor lui Mihăilă pe parcursul întregii sale activități științifice: din anul 1965 până în 2009, a făcut parte din colectivul de etimologi al Dicționarului Limbii Române – DLR, serie nouă, ce continuă vechiul Dicționar al Academiei, început în 1906. Operă a mai multor generații de filologi, această impresionantă întreprindere, dusă la bun sfârșit în 2010, i-a avut în ultimul deceniu ca redactori responsabili pe Marius Sala și Mihăilă. În aceeași direcție de cercetare se înscrie o altă lucrare fundamentală: Dicționar al limbii române vechi (sfârșitul sec. X – începutul sec. XVI), apărut în 1974, în care, pe lângă cuvintele moștenite din latină și unele împrumuturi din limbile vecine, o atenție deosebită este acordată cuvintelor autohtone, atestate în texte slavone și latine medievale începând cu secolul al X-lea.
Contribuția lui Mihăilă la studierea fondului lexical moștenit din limba traco-dacă este importantă, acest subiect constituind un punct de interes special în ultimul timp: Les plus anciennes attestationes des mots roumains autochtones (Xe siècle – 1520), „Thraco-Dacica”, XII, 1996, nr. 1-2, 23-71 și Les plus anciennes attestations de certains mots probablement autochtones en roumain (du XII-ème siècle à 1520), „Thraco-Dacica”, XXIII, 1997, nr. 1-2, 47-74, precum și cartea Contribuții la etimologia limbii române (2002). Tema este abordată și în discursul de recepție, Cuvintele de origine autohtonă în limba română, rostit în ședință publică în Aula Academiei Române la data de 20.01.2006, unde sunt prezentate 115 cuvinte, considerate sigur autohtone (cu 25 mai multe decât repertoriul lui Gr. Brâncuș). 

Lingvistul Gheorghe Mihăilă (2007)

Prin natura preocupărilor sale lingvistice și filologice, Mihăilă se apropie de literatura română veche, studiază varii aspecte legate de începuturile culturii române și interferența acesteia cu cultura altor popoare europene. Astfel, ia naștere masivul volum Contribuții la istoria culturii și literaturii române vechi (1972). Concluziile sunt revelatoare. Texte narative și juridice bizantino-slave atestă nivelul ridicat de cultură al cărturarilor români din secolele XV, XVI, XVII, care, la un moment dat, au devenit chiar „furnizori și păstrători” ai unor manuscrise importante pentru toate popoarele din aria de cuprindere culturală a Europei de Est. În finalul cărții, Mihăilă demonstrează cu argumente noi că versiunea greacă a Învățăturilor lui Neagoe Basarab către fiul său Theodosie a fost tradusă după originalul slavon. Pe aceeași direcție tematică și cu o finalitate declarat comparatistă se înscrie volumul Cultură și literatură română veche în context european (1979). Studierea surselor medievale în limbile latină, greacă și slavonă conduce la cunoașterea limbii române cu existență de sine stătătoare începând din secolele X-XII. Cercetarea traducerilor din literaturile altor popoare europene (cum este și tălmăcirea Cronicii universale a lui Constantin Manasses făcută de  Mihail Moxa), precum și circulația lor în Țările Române înlesnesc înțelegerea modului în care s-a construit spiritualitatea română modernă. Considerând scolastică tradiționala împărțire a literaturii române în veche și modernă, pe baza studierii și interpretării textelor existente, M. demonstrează în volumul Între Orient și Occident. Studii de cultură și literatură română în secolele al XV-lea – al XVII-lea (1999) că fenomenul de creație are și în acest spațiu un caracter continuu. Într-o apariție editorială mai recentă, Langue et culture roumaines dans l’espace sud-est européen. Румынский язык и култура в Юго-Восточной Европе (2002), sunt reunite studii și comunicări susținute la congrese și simpozioane internaționale, între anii 1958 și 1998, și publicate în reviste și volume colective din țară și străinătate. 
Mihăilă a desfășurat o neobosită și exigentă activitate științifică de editare de texte românești vechi: Scrieri alese din opera lui Ioan Bogdan (1968), cele două volume de Literatură română veche (1402-1647) (1969), cele trei volume de Cuvente den bătrâni ale lui Bogdan Petriceicu Hasdeu (1983-1984), ediția traducerii lui M. Eminescu din manualul de limba paleoslavă a lui A. Leskien (1983), Cronica universală a lui Mihail Moxa (1989), „Letopisețul de când s-a început Țara Moldovei” – Letopisețul lui Ștefan cel Mare (2005). 
Personalitate cu vocație enciclopedică, spirit critic și polemic, Mihăilă se afirmă nu doar ca un eminent slavist, lingvist, ci și ca românist și istoric literar. Autoritatea sa științifică s-a manifestat în dezbaterea unor probleme majore ale culturii noastre: formarea limbii și a poporului român, vechimea și dinamica raporturilor lingvistice și culturale româno-slave, circulația europeană a textelor românești vechi și slavo-române, începuturile literaturii române, precum și, în lămurirea unor chestiuni controversate, cum ar fi paternitatea unor texte, filiația și circulația manuscriselor.

## Distincții
- Ordinul Muncii clasa a III-a (13 octombrie 1964) „cu prilejul aniversarii a 100 de ani de la înființarea Universității din București, pentru activitate îndelungată, contribuție în dezvoltarea științei și merite deosebite în dezvoltarea învățămîntului superior”[4]
- Ordinul național „Pentru Merit” în grad de Cavaler (2002)[5]

## Lucrări publicate
SCRIERI: Împrumuturi vechi sud-slave în limba română. Studiu lexico-semantic, București, 1960; Literatura română veche (1402-1647), vol. I-II, Antologie, introducere, ediție îngrijită și note de G. Mihăilă și Dan Zamfirescu, București, 1969; Contribuții la istoria culturii și literaturii române vechi, București, 1972; Studii de lexicologie și istorie a lingvisticii românești, București, 1973; Dicționar al limbii române vechi (sfârșitul sec. X – începutul sec. XVI), București, 1974; Cultură și literatură română veche în context european. Studii și texte, București, 1979; Studii de lingvistică și filologie, Timișoara, 1981; Între Orient și Occident. Studii de cultură și literatură română în secolele al XV-lea – al XVIII-lea, București, 1999; Langue et culture roumaines dans l’espace sud-est européen. Румынский язык и култура в Юго-Восточной Европе, București, 2001; Contribuții la etimologia limbii române, București, 2002; Scriitori și filologi români (Sec. XVI-XX), București, 2005; Cuvintele de origine autohtonă în limba română. Discurs rostit la 20 ianuarie 2006, în ședință publică. Cu răspunsul academicianului Eugen Simion, București, 2006 (Academia Română. Discursuri de recepție). Ed. îngr.:Ioan Bogdan, Scrieri alese, cu o prefață de Emil Petrovici. Ediție îngrijită, studiu introductiv și note de G. Mihăilă, București, 1968; B. P. Hasdeu, Cuvente den bătrâni, t. I-III, Ediție îngrijită, studiu introductiv și note de G. Mihăilă, București, 1983-1984; Mihail Moxa, Cronica universală. Ediție critică, însoțită de izvoare, studiu introductiv, note și indici de G. Mihăilă, București, 1989; P. P. Panaitescu, Catalogul manuscriselor slavo-române și slave din Biblioteca Academiei Române, vol. III. Ediție îngrijită de Dalila-Lucia Aramă și revizuită de G. Mihăilă. Cu o prefață de Gabriel Ștrempel. București, 2003; „Letopisețul de când s-a început Țara Moldovei” – Letopisețul lui Ștefan cel Mare. Ediție îngrijită, traducere, studiu introductiv și note de G. Mihăilă, București, 2005; Epilogurile celor trei cărți tipărite de ieromonahul Macarie (1508-1512), în Liturghierul lui Macarie 1508/2008. Studii introductive și traducere, Arhiepiscopia Târgoviștei – Biblioteca Academiei Române, 2008, Târgoviște, 175-185 (†Dr. Nifon Mihăiță, Arhiepiscopul și Mitropolitul Târgoviștei, Cuvânt înainte, 5-13). Tr.: R. A. Budagov, Problemele studierii limbilor literare romanice. București, 1962; S. B. Bernstein, Gramatica comparată a limbilor slave, București, 1965, Învățăturile lui Neagoe Basarab către fiul său Theodosie. Text ales și stabilit de Florica Moisil și Dan Zamfirescu. Cu o nouă traducere a originalului slavon de G. Mihăilă. Studiu introductiv și note de Dan Zamfirescu și G. Mihăilă, București, 1970, 1971; ed. a II-a, 1984; Glume din Gabrovo. Culese și repovestite de Ștefan Fărtunov și Petăr Prodanov, București, 1973; Învățăturile lui Neagoe Basarab către fiul său Theodosie. Ediție facsimilată după unicul manuscris păstrat. Transcriere, traducere în limba română și studiu introductiv de prof. G. Mihăilă, membru corespondent al Academiei Române. Cu o prefață de Dan Zamfirescu, București, 1996;
Repere bibliografice: Jana Balacciu, Rodica Chiriacescu, Dicționar de lingviști și filologi români, București, 1978, 180-181. Dicționar de literatură română. Scriitori, reviste, curente (coord. Dim Păcurariu), București, 1979; Mihai Mitu, Profesorul Gheorghe Mihăilă la a 60-a aniversare, Rsl, XXVIII, 1990, 303-306 (și lista lucrărilor pe anii 1954-1990); Zoe Dumitrescu-Bușulenga, Gheorghe Mihăilă la 65 de ani, în „Revista de lingvistică și știință literară”, nr. 6, Chișinău, 1995; Onufrie Vințeler, К 65-летию профессора Георге Михаила, Rsl, XXXIII, 1995, 193-199; Nemuritorii. Academicieni români (coord. Ioan Ivanici, Paraschiv Marcu), București, 1995, (Mihăilă, Gheorghe, articol); Kirilo-Metodievska Enciklopedija, II, Sofia, 1995, 701-702 (art. Mihăilă Gheorghe, semnat de Ekaterina Dogramadjieva); Stan Velea, Gheorghe Mihăilă, în vol. Universaliști și comparatiști români contemporani, București, 1996, 215-223; Marius Sala, Portrete, Suceava, 2006, 147-149: Gheorghe Mihăilă; Dr. Dorina N. Rusu, Membrii Academiei Române, 1866-2003. Dicționar. Ediția a III-a, revizuită și adăugită, cu un Cuvânt înainte de acad. Eugen Simion, Președintele Academiei Române, București, 2003, 534-535: Mihăilă, Gheorghe; DGLR, L-O, București, 2005, 352-254 (Mihăilă, Gheorghe, articol semnat de Stan Velea); Mihai Mitu, Constantin Geambașu, Petite histoirè de la slavistique en Roumanie, în vol. Contribution à ľhistoire de la slavistique dans les pays non-slaves. Edité par Giovanna Brogi Bercoff, Pierre Gonneau, Heinz Miklas, Verlag der Österreichischen Akademie der Wissenschaften, Wien, 2005, (Institut ďétudes slaves – Travaux – XLVI), 407-430 (10 lucrări de istorie a slavisticii semnate de G. Mihăilă, 416-417, 430); Onufrie Vințeler, Gheorghe Mihăilă – reputat lingvist-slavist, istoric literar și cultural, în vol. Portrete și cărți. I, Cluj-Napoca, 2005, 209-218; Cuvintele de origine autohtonă în limba română. Acad. Eugen Simion, Acad. Gheorghe Mihăilă, un eminent slavist, „Academica”, anul XVI, serie nouă nr. 47, februarie 2006, 53-65; Academia Română, Anuar 2007, București, 58: Acad. Gheorghe Mihăilă, membru titular al Academiei Române din 2004 (corespondent – 1993); Чуждестранна българистика през XX век. Енциклопедичен справочник (Bulgarian Studies Abroad in the 20th Century. Encyclopedic reference Book), Sofia, Academic Publishing House, 2008, 357-358 (Mihăilă, Gheorghe, articol semnat de Vasilka Aleksova); Mariana Mangiulea, Георге Михъила на 80 години, în „Българистика-Bulgarica”, Academiа Bulgară de Științe și Consiliul pentru bulgaristica din stăinătate, nr. 20, 2010, p. 83-89. Vol. omagiale: „Studii și cercetări lingvistice”, LI, 2000, nr. 2 – Omagiu lui Gheorghe Mihăilă, la a 70-a aniversare (Marius Sala: Gheorghe Mihăilă, la aniversare!, 267-268), urmează Bibliografia lucrărilor profesorului Gheorghe Mihăilă (1954-200), alcătuită de Mihai Mitu (p. 269-288); „Romanoslavica”, XXXVII (Universitatea din București, Facultatea de Limbi și Literaturi Străine – Asociația Slaviștilor din România), București, 2001: Volum consacrat prof. dr. Gheorghe Mihăilă, membru corespondent al Academiei Române, la a 70-a aniversare. (Comitetul de redacție: Profesorul Gheorghe Mihăilă la a 70-a aniversare, 9-11); In honorem Gheorghe Mihăilă, București, 2010 (Eugen Simion, Schiță de portret, 11-13; Mariana Mangiulea, Academicianul Gheorghe Mihăilă la 80 de ani, 14-20; Mihai Mitu, Bibliografia lucrărilor academicianului Gheorghe Mihăilă (1954-2010), 21-60).